# Język kalanga (Botswana i Zimbabwe)
Język kalanga – język z rodziny bantu, używany w Botswanie i Zimbabwe.
W Botswanie jest pozbawiony statusu oficjalnego. W Zimbabwe jest jednym z oficjalnych języków narodowych.